# لو هايم
لو هايم (بالإنجليزية: Lou Heim)‏ هو مجدف أمريكي، ولد في 30 أغسطس 1874 في سانت لويس في الولايات المتحدة، وتوفي بنفس المكان في 21 أبريل 1954.

## وصلات خارجية
- لو هايم على موقع الاتحاد الدولي للتجديف (الإنجليزية)
- لو هايم على موقع أوليمبيديا (الإنجليزية)